# Stuart Rendell
Stuart Rendell, född 30 juni 1972, är en friidrottare från Australien. Han deltog vid olympiska sommarspelen 2000 och olympiska sommarspelen 2004.